# Андреј Шкуро
Андреј Григорјевич Шкуро (рус. Андре́й Григо́рьевич Шкуро́; станица Пашковска, 7. фебруар 1887 — Москва, 16. јануар 1947) је био руски официр, кубански козак, генерал-лајтант у руској царској војсци и генерал-лајтант Вермахта и Вафен-СС. Био је учесник Првог светског рата и Руског грађанског рата. У Другом светском рату је основао козачку војску у оквиру Вермахта и Вафен-СС-а за борбу против Совјетског Савеза. После рата му је суђено и обешен је у Москви заједно са Хелмутом фон Панвицом, Петром Красновим и Тимофејем Домановим.

## Галерија
- Шкуро са фон Панвицом